# Gerardiina
Gerardiina es un género con dos especies de plantas fanerógamas perteneciente a la familia Orobanchaceae.

## Taxonomía
El género fue descrito por Adolf Engler y publicado en Botanische Jahrbücher für Systematik, Pflanzengeschichte und Pflanzengeographie 23: 507. 1897.    La especie tipo es:  Gerardiina angolensis Endl.	

## Especies aceptadas
A continuación se brinda un listado de las especies del género Gerardiina  aceptadas hasta mayo de 2014, ordenadas alfabéticamente. Para cada una se indica el nombre binomial seguido del autor, abreviado según las convenciones y usos: 
- Gerardiina angolensis Endl.
- Gerardiina kundelungensis Mielcarek